# Chamaeclitandra henriquesiana
Chamaeclitandra es un género monotípico de plantas con flores con una única especie: Chamaeclitandra henriquesiana (Hallier f.) Pichon  , perteneciente a la familia Apocynaceae. Es originaria de la región tropical del centro de África en Zaire, Angola y Mozambique.

## Descripción
Planta sufrútice con ramas erectas, que alcanza un tamaño de 1 m de altura. Hojas coriáceas de color verde con peciolo de 3-4 mm de long, glabro; lamina de 3·4–5·5 x 1·3–2·3 cm, ovada, estrechamente ovada o lanceolada con la base obtusa.  Inflorescencia compacta, terminal y lateral, en cimas con pocas flores de color blanco con ráfagas rosas y dulcemente perfumadas. Corola en forma de tubo de 10–13 mm. El fruto de 6·5 x 3·5 cm, piriforme u obovoide, verde, amarillo o naranja con lenticela de color marrón, la superficie rugosa, comestible con un sabor refrescante. Smillas 3–4 por fruto de 3 cm long.

## Taxonomía
Chamaeclitandra henriquesiana  fue descrito por (Hallier f.) Pichon y publicado en Mémoires de l'Institut Français d'Afrique Noire 35: 203. 1953.
Sinónimos
- Landolphia henriquesiana Hallier f. (1899). basónimo
- Clitandra henriquesiana (Hallier f.) Stapf in D.Oliver & auct. suc. (eds.) (1902).[1]